# Beurville
Ne doit pas être confondu avec Bleurville.
Beurville est une commune française située dans le département de la Haute-Marne, en région Grand Est.

## Géographie
Le Ceffondet prend sa source sur la commune. La D104 et la D27 desservent le village.

### Hydrographie
La commune est dans la région hydrographique « la Seine de sa source au confluent de l'Oise (exclu) » au sein du bassin Seine-Normandie. Elle est drainée par le Ceffondet et la Bierne,.
Le Ceffondet, d'une longueur de 29 km, prend sa source dans la commune  et se jette  dans la Barse à La Porte du Der, après avoir traversé neuf communes.

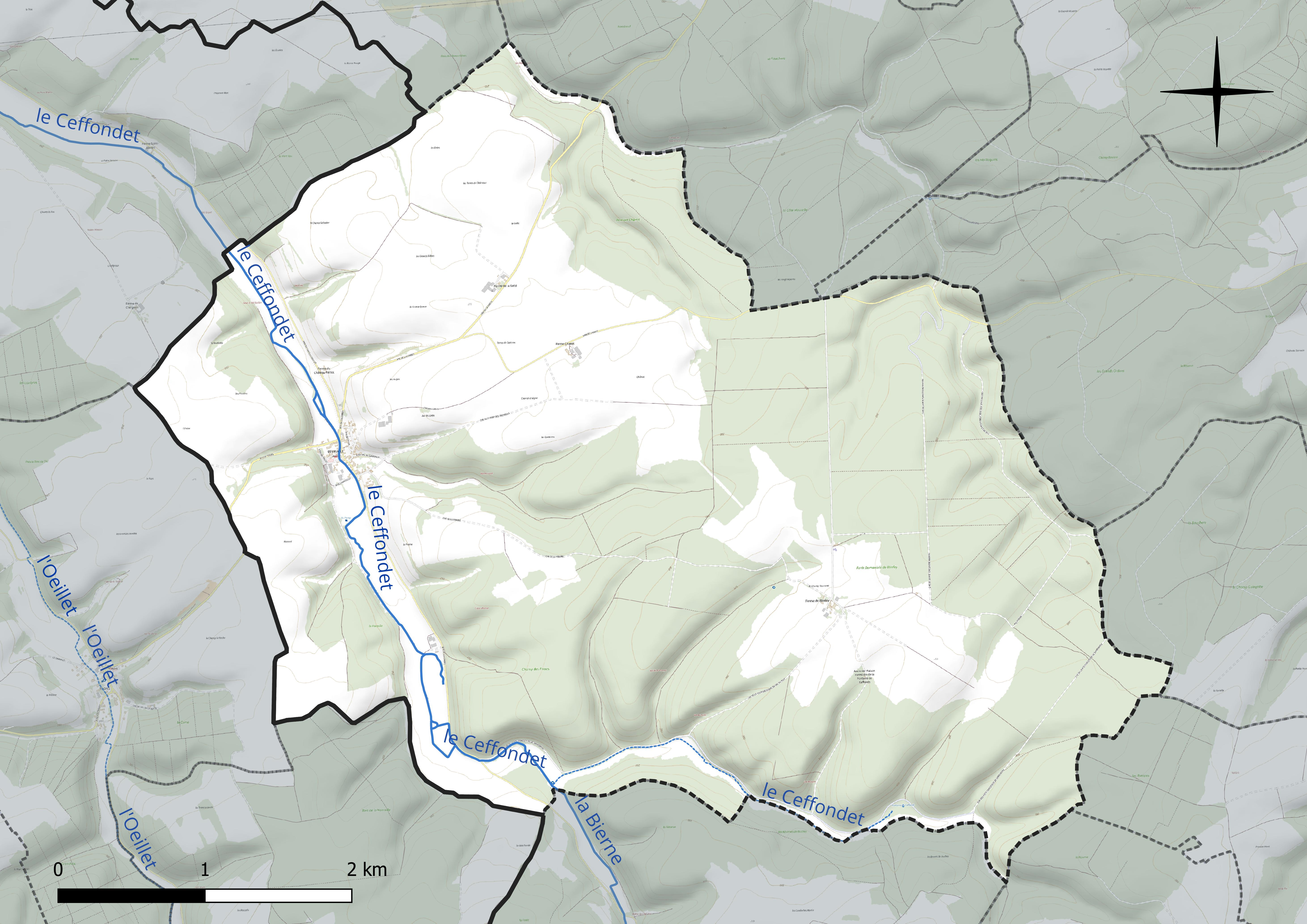
Réseau hydrographique de Beurville.

### Climat
Pour des articles plus généraux, voir Climat du Grand Est et Climat de la Haute-Marne.
En 2010, le climat de la commune est de type climat des marges montargnardes, selon une étude du Centre national de la recherche scientifique s'appuyant sur une série de données couvrant la période 1971-2000. En 2020, Météo-France publie une typologie des climats de la France métropolitaine dans laquelle la commune est exposée à un climat océanique altéré et est dans la région climatique Lorraine, plateau de Langres, Morvan, caractérisée par un hiver rude (1,5 °C), des vents modérés et des brouillards fréquents en automne et hiver.
Pour la période 1971-2000, la température annuelle moyenne est de 10,1 °C, avec une amplitude thermique annuelle de 15,9 °C. Le cumul annuel moyen de précipitations est de 960 mm, avec 12,9 jours de précipitations en janvier et 9,2 jours en juillet. Pour la période 1991-2020, la température moyenne annuelle observée sur la station météorologique de Météo-France la plus proche, « Soulaines », sur la commune de Soulaines-Dhuys à 10 km à vol d'oiseau, est de 11,2 °C et le cumul annuel moyen de précipitations est de 776,4 mm. 
La température maximale relevée sur cette station est de 41,9 °C, atteinte le 25 juillet 2019 ; la température minimale est de −19,1 °C, atteinte le 2 janvier 1997,,.
Les paramètres climatiques de la commune ont été estimés pour le milieu du siècle (2041-2070) selon différents scénarios d'émission de gaz à effet de serre à partir des nouvelles projections climatiques de référence DRIAS-2020. Ils sont consultables sur un site dédié publié par Météo-France en novembre 2022.

## Urbanisme

### Typologie
Au 1er janvier 2024, Beurville est catégorisée commune rurale à habitat très dispersé, selon la nouvelle grille communale de densité à sept niveaux définie par l'Insee en 2022.
Elle est située hors unité urbaine et hors attraction des villes,.

### Occupation des sols
L'occupation des sols de la commune, telle qu'elle ressort de la base de données européenne d’occupation biophysique des sols Corine Land Cover (CLC), est marquée par l'importance des forêts et milieux semi-naturels (58 % en 2018), une proportion identique à celle de 1990 (58 %). La répartition détaillée en 2018 est la suivante : 
forêts (58 %), terres arables (36 %), prairies (6 %). L'évolution de l’occupation des sols de la commune et de ses infrastructures peut être observée sur les différentes représentations cartographiques du territoire : la carte de Cassini (XVIIIe siècle), la carte d'état-major (1820-1866) et les cartes ou photos aériennes de l'IGN pour la période actuelle (1950 à aujourd'hui).

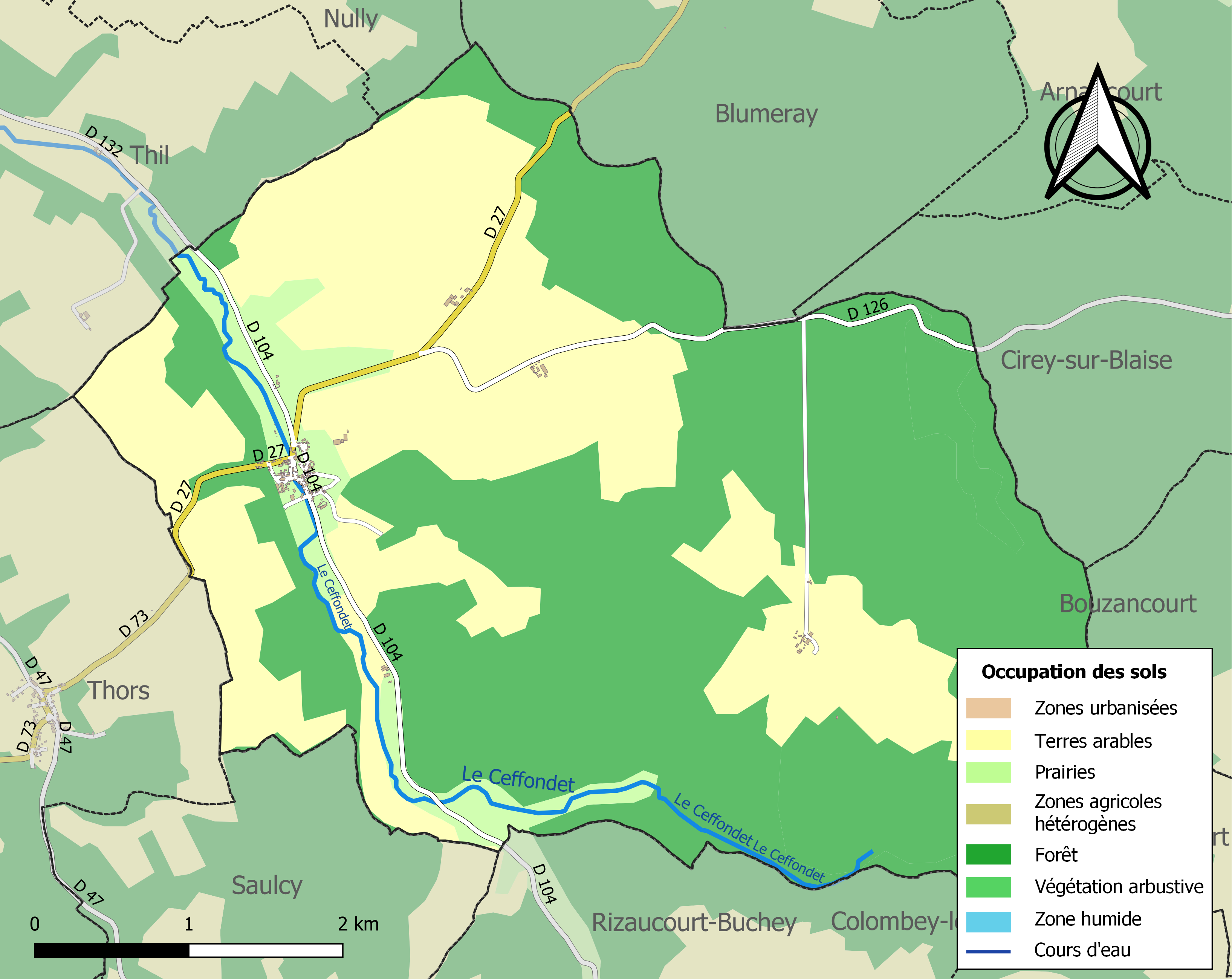
Carte des infrastructures et de l'occupation des sols de la commune en 2018 (CLC).

## Toponymie
Cité comme Burrisvilla en 1112, Burevilla en 1196, Bure Vile en 1274, dérive du nom de personne Buro.

## Histoire
La Fontaine de Ceffonds est la source du Ceffondet qui après quelques lieues de cours se réunit à la Voire à Montier-en-Der. Cette source située dans un lieu solitaire et sauvage, éloignée de tous les villages était autrefois entourée d’habitations qui remontaient à une haute antiquité ; l’espace se reconnaît encore en partie par des ondulations du sol qui trahissent d’anciennes fondations et des ruines. Ces habitations portaient le nom de Ceffonds comme la source qui leur a survécu ; une pièce de terre dépendant de Blinfey, s’appelle « les champs de Ceffonds », et le petit vallon qui de ce champ descend à travers le bois vers la fontaine porte le nom de vallon de Ceffonds.

## Politique et administration

### Liste des maires
| Période                                  | Période  | Identité          | Étiquette | Qualité |
| ---------------------------------------- | -------- | ----------------- | --------- | ------- |
| Les données manquantes sont à compléter. |          |                   |           |         |
| mars 2001                                | 2014     | Jacques Leray     | PS        |         |
| 2014                                     | En cours | Laurent Lallement |           |         |

## Population et société

### Démographie
L'évolution du nombre d'habitants est connue à travers les recensements de la population effectués dans la commune depuis 1793. Pour les communes de moins de 10 000 habitants, une enquête de recensement portant sur toute la population est réalisée tous les cinq ans, les populations de référence des années intermédiaires étant quant à elles estimées par interpolation ou extrapolation. Pour la commune, le premier recensement exhaustif entrant dans le cadre du nouveau dispositif a été réalisé en 2006.

En 2022, la commune comptait 102 habitants, en évolution de −1,92 % par rapport à 2016 (Haute-Marne : −4,62 %, France hors Mayotte : +2,11 %).
| 1793 | 1800 | 1806 | 1821 | 1831 | 1836 | 1841 | 1846 | 1851 |
| ---- | ---- | ---- | ---- | ---- | ---- | ---- | ---- | ---- |
| 428  | 408  | 431  | 464  | 517  | 534  | 537  | 555  | 551  |

| 1856 | 1861 | 1866 | 1872 | 1876 | 1881 | 1886 | 1891 | 1896 |
| ---- | ---- | ---- | ---- | ---- | ---- | ---- | ---- | ---- |
| 478  | 469  | 470  | 449  | 438  | 422  | 393  | 410  | 384  |

| 1901 | 1906 | 1911 | 1921 | 1926 | 1931 | 1936 | 1946 | 1954 |
| ---- | ---- | ---- | ---- | ---- | ---- | ---- | ---- | ---- |
| 347  | 316  | 269  | 284  | 297  | 232  | 220  | 202  | 207  |

| 1962 | 1968 | 1975 | 1982 | 1990 | 1999 | 2006 | 2011 | 2016 |
| ---- | ---- | ---- | ---- | ---- | ---- | ---- | ---- | ---- |
| 216  | 182  | 175  | 150  | 138  | 111  | 109  | 101  | 104  |

| 2021 | 2022 | - | - | - | - | - | - | - |
| ---- | ---- | - | - | - | - | - | - | - |
| 102  | 102  | - | - | - | - | - | - | - |

## Culture locale et patrimoine

### Lieux et monuments

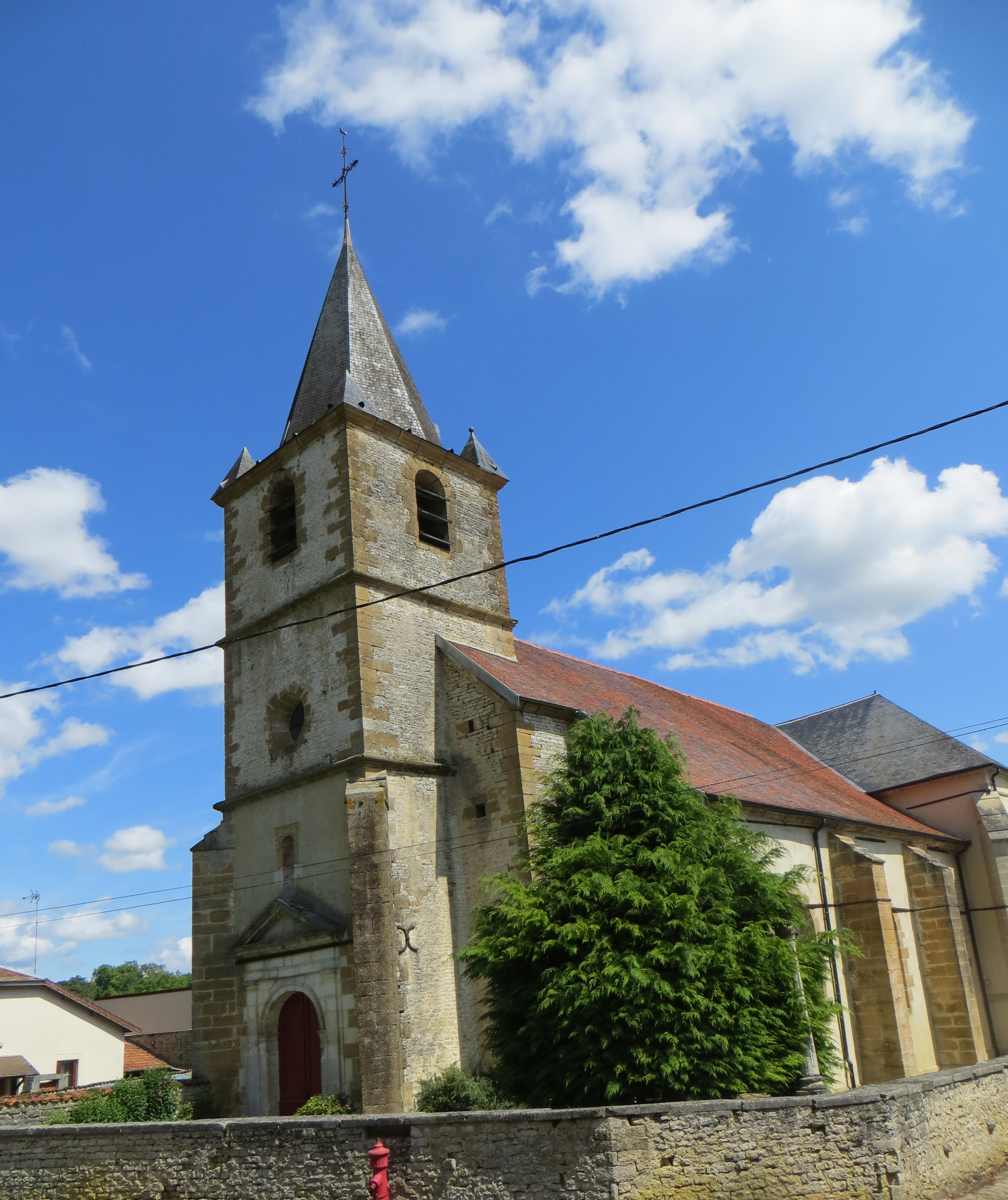
Église Saint-Étienne - Cloche de l’église sonnant à 13h: Fichier:Beurville - Église Saint-Étienne - 13h.ogg

- Église Saint-Étienne
- La Fontaine de Ceffonds

### Héraldique
| Armes de Beurville | Les armes de Beurville se blasonnent ainsi : d'azur aux trois fasces ondées d'argent, au chef aussi d'azur soutenu d'or, chargé de trois fleurs de lys d'argent au pied fleurdelysée d'or. |